# Reserva índia Capitan Grande
La reserva índia Capitan Grande és una reserva índia dels kumeyaays al Comtat de San Diego (Califòrnia), sota control conjunt de la Grup Barona de la banda Capitan Grande d'indis de Missió i Grup Viejas de la banda Capitan Grande d'indis de Missió. La reserva es troba deshabitada i té una extensió de 15.753 acres, és a dir 63,75 km², situada al mig del Bosc Nacional Cleveland i a l'oest del Parc Cuyamaca. La ciutat més propera és Alpine (Califòrnia).

## Història
La reserva va ser creada per Ordre Executiva dels EUA el 1875 per a la població local kumeyaay. El seu nom prové de l'espanyol Coapan, que era el nom que rebia la zona oest del riu San Diego al segle xix. Les terres eren seques, de muntanya i garriga força inhòspites.
Al segle xx l'estat de Califòrnia va crear per primera vegada el llac Cuyamaca a la reserva, que proporciona aigua per al cultiu de San Diego. Després, el 1931, l'estat va inundar el bell mig del parc, creant El Capitan Reservoir. Moltes famílies kumeyaay tenien la seva llar a la zona inundada, i demanaren al Congrés evitar la pèrdua de les seves terres. Tanmateix, el Congrés va donar a San Diego el dret a comprar la terra sense el coneixement o consentiment dels kumeyaays locals. Les dues tribus, Barona i Viejas, es van veure obligats a vendre la terra i amb els seus guanys van comprar les seves reserves actuals, Barona i Viejas.
En 1973 hi vivien 7 persones a la reserva.

## Avui
Actualment les dues tribus tenen una patent conjunta de la reserva restant. No està desenvolupada, sinó que serveix com una reserva ecològica.